# جامعة تشابمان
جامعة تشابمان (بالإنجليزية: Chapman University)، هي جامعة بحثية خاصة في أورانج، كاليفورنيا. وهي تضم عشر مدارس وكليات، بما في ذلك مدرسة فاولر للهندسة، وكلية دودج للفنون السينمائية والإعلامية، وكلية فاولر للقانون، وكلية شميد للعلوم والتكنولوجيا، وهي مصنفة ضمن «جامعات الدكتوراه - بالنشاط البحثي العالي». على الرغم من أنها لا تدعي أنها كلية مسيحية، إلا أنها كانت على علاقة بتلاميذ المسيح منذ تأسيس الجامعة ومع كنيسة المسيح المتحدة منذ عام 2011.

## تاريخ

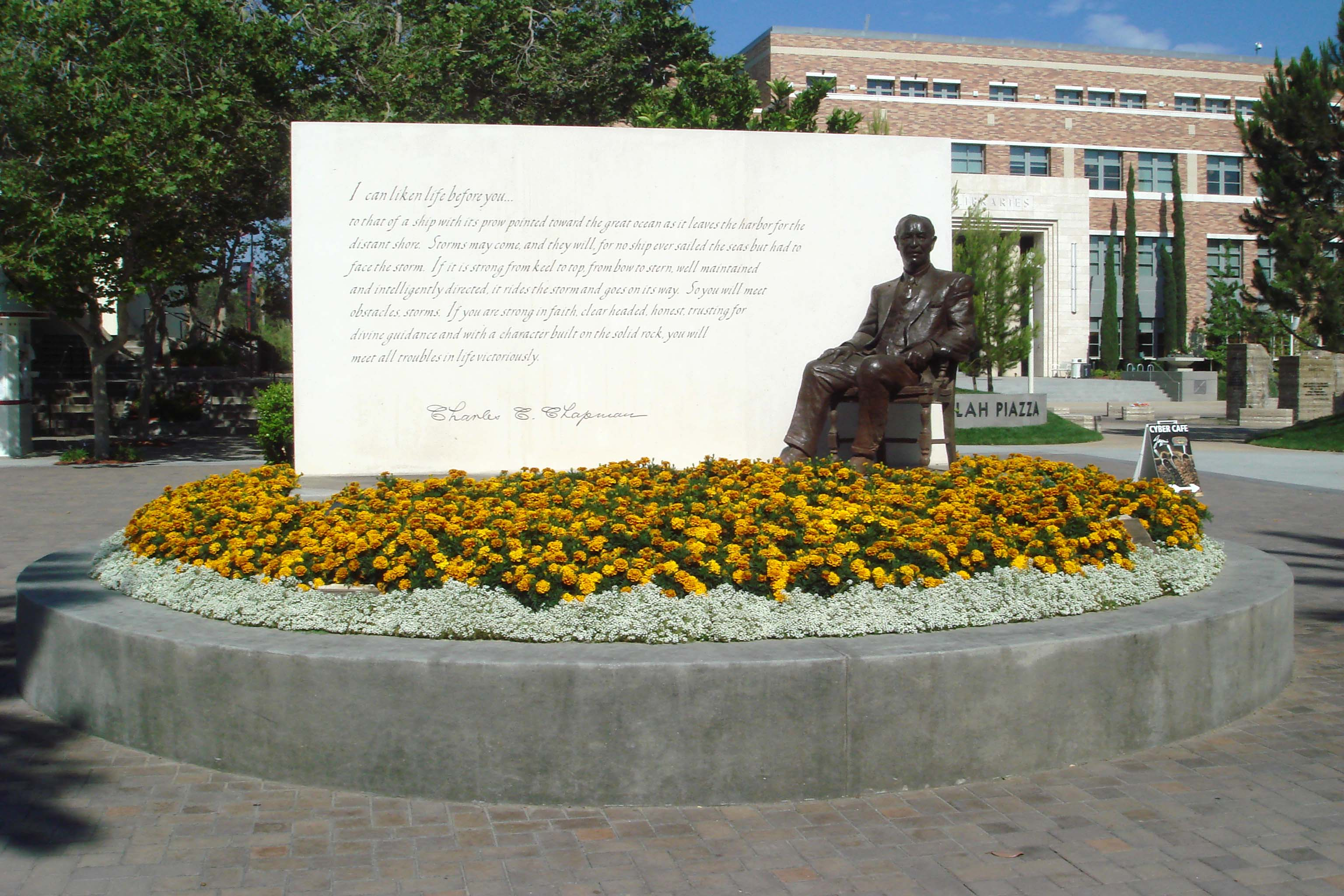
النحت من قبل ريموند بيرسينغر لتشارلز سي تشابمان، مؤسس جامعة تشابمان

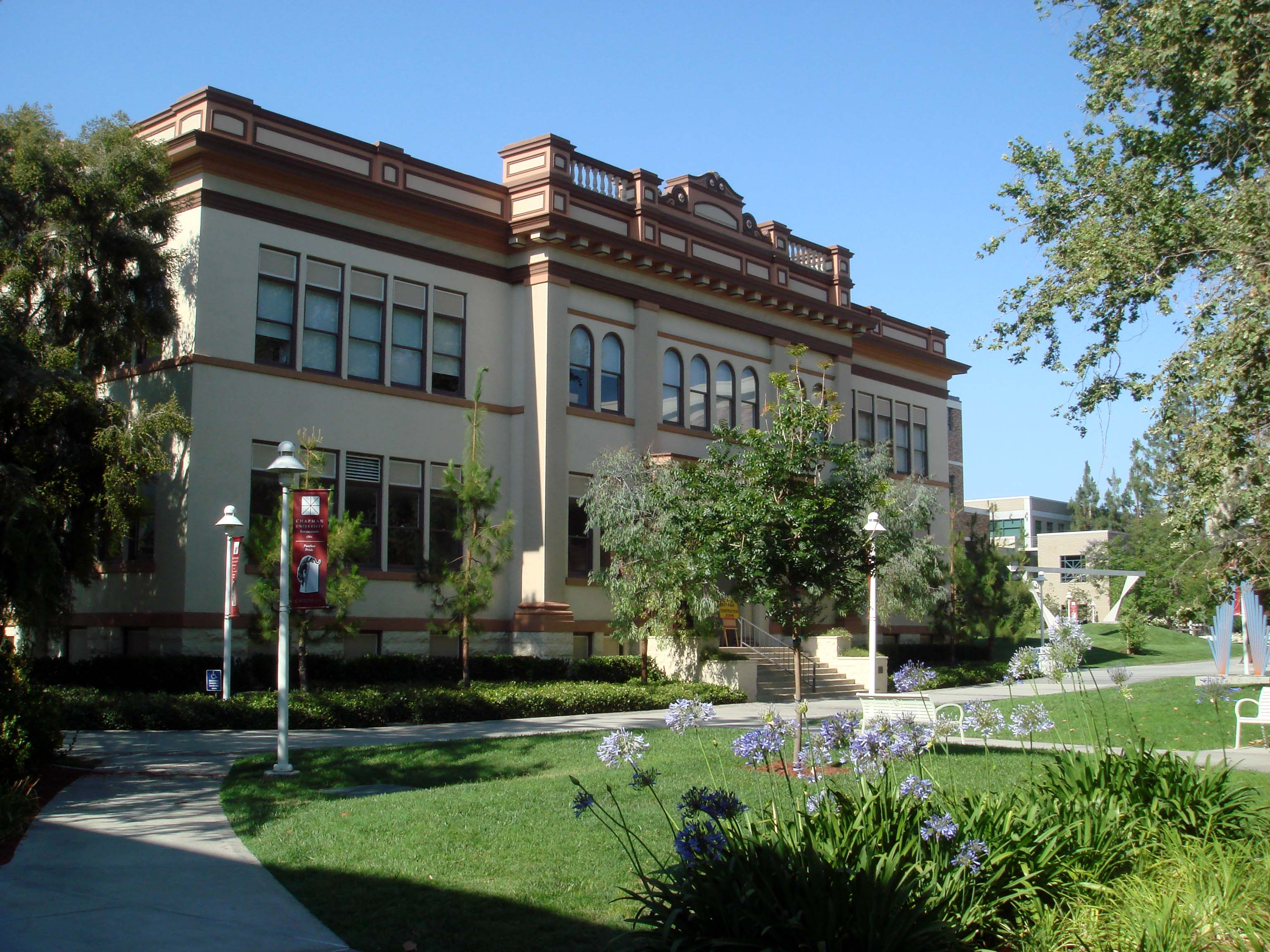
ويلكنسون هول

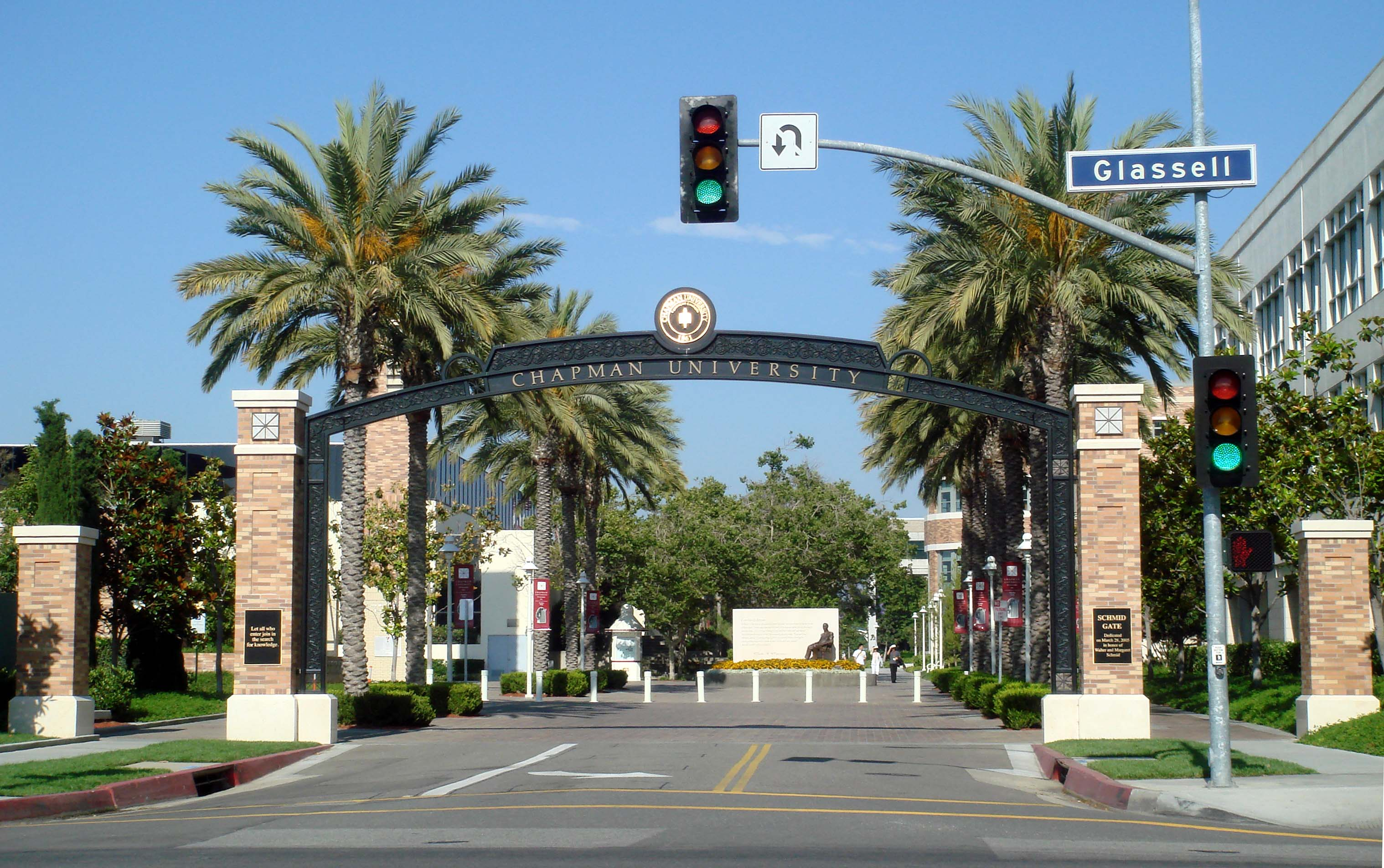
بوابة شميد، بنيت عام 2005

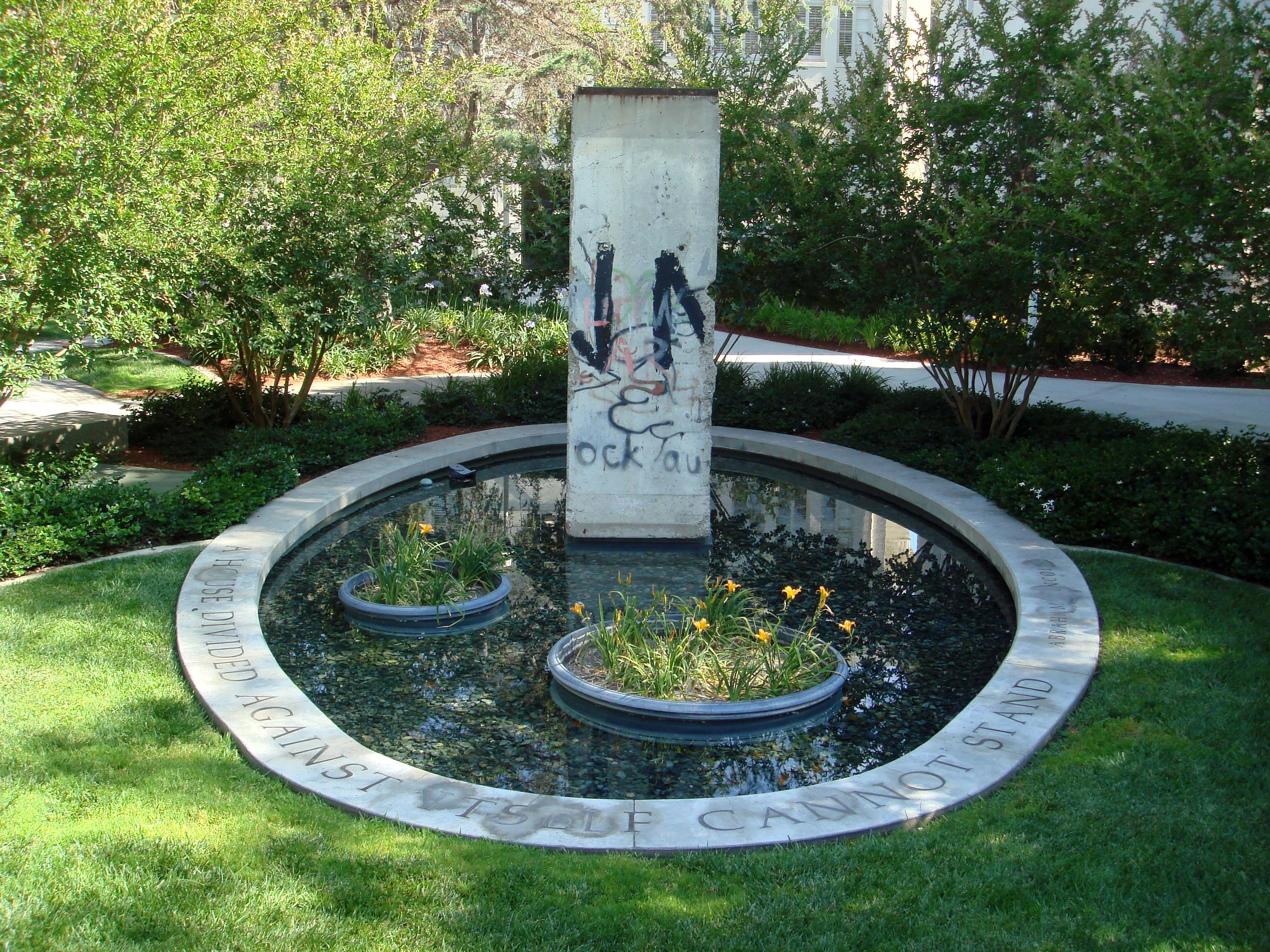
قسم من جدار برلين في ليبرتي بلازا

تأسست في وودلاند، كاليفورنيا، باسم كلية هسبريان،  بدأت المدرسة الدراسة في 4 مارس 1861. تم توقيت افتتاحه ليتزامن مع ساعة تنصيب أبراهام لنكولن الأول. قبلت هيسبيريان الطلاب بغض النظر عن الجنس أو العرق.
في عام 1920، تم استيعاب أصول كلية هيسبيريان من قبل كلية كاليفورنيا المسيحية،  التي أقامت فصولًا في وسط مدينة لوس أنجلوس. في عام 1934، تم تغيير اسم المدرسة إلى كلية تشابمان،  بعد رئيس مجلس أمنائها (والمستفيد الأساسي)، سي سي تشابمان. في عام 1954، انتقلت إلى حرمها الجامعي الحالي في مدينة أورانج في الموقع الذي كانت تشغله سابقًا مدرسة أورانج الثانوية، والتي تم نقلها. 
أسس تشابمان برنامج مركز تعليم الإقامة لخدمة الأفراد العسكريين في عام 1958. تطور هذا إلى جامعة براندمان.
أصبحت كلية تشابمان جامعة تشابمان في عام 1991.  في ذلك العام، أصبح الدكتور جيمس إل دوتي رئيسًا لجامعة تشابمان.

## الكليات والبرامج

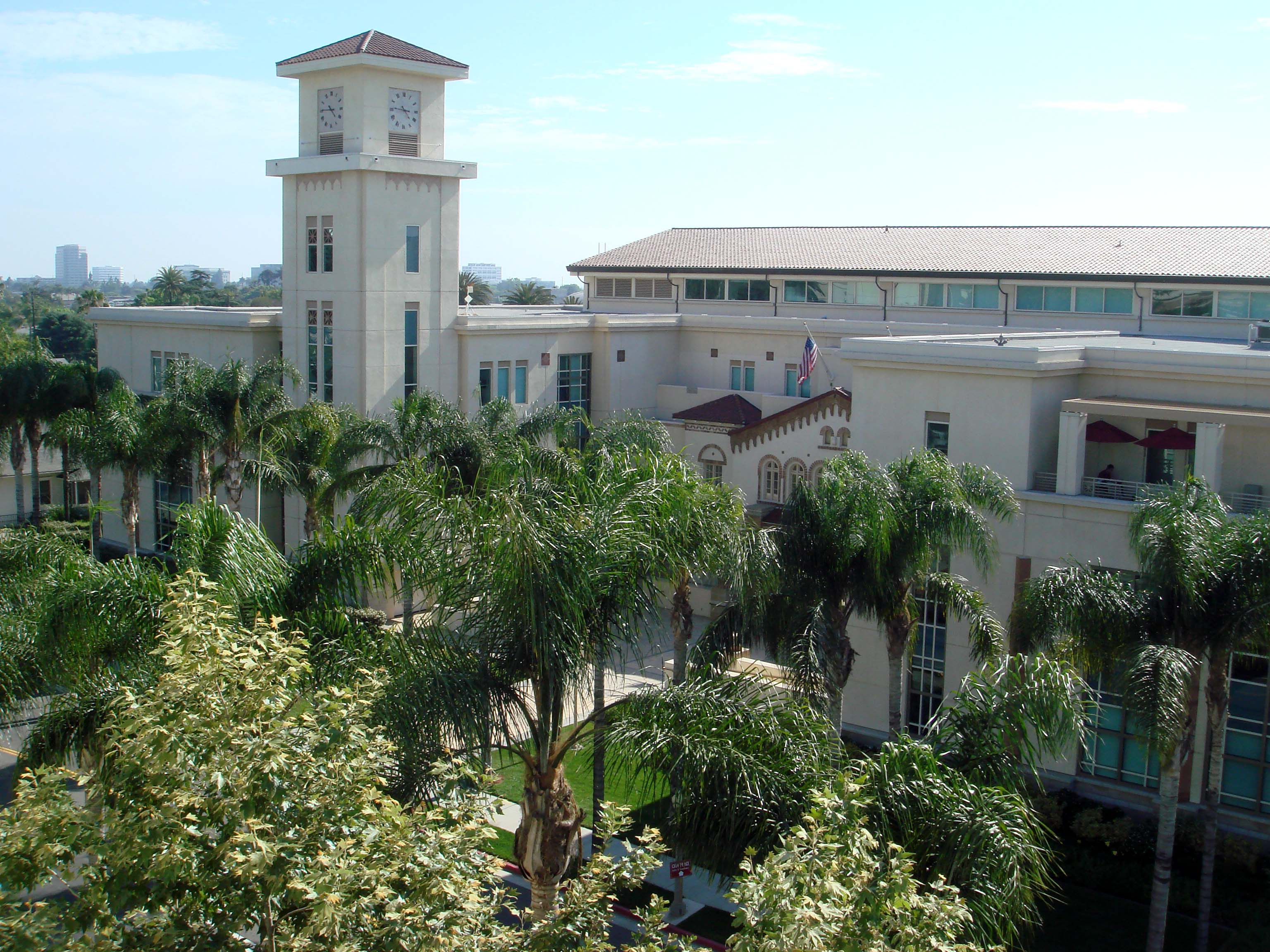
دونالد ب. كينيدي هول، موطن مدرسة دايل إي فاولر للقانون

### مدرسة أرجيروس للأعمال والاقتصاد
تقع مدرسة جورج إل. أرجيروس للأعمال والاقتصاد في قاعة أرنولد ومابيل بيكمان للأعمال والتكنولوجيا. تأسست في عام 1977، سميت المدرسة باسم جورج إل أرجيروس، خريج تشابمان وسفير الولايات المتحدة السابق في إسبانيا. ترأست أرجيروس مجلس أمناء جامعة تشابمان منذ عام 1976، وتبرعت بموارد كبيرة لتأسيس تشابمان كمدرسة أعمال وطنية رائدة. تمت إعادة تسمية كلية إدارة الأعمال تكريماً لـ أرجيروس في عام 1999. في عام 2019، احتفلت مدرسة أرجيروس بالذكرى السنوية العشرين لتسمية المدرسة، وتوجت بحفل عشاء خاص لجمع التبرعات في 9 أكتوبر، حضره ضيف خاص الرئيس جورج دبليو بوش.  جمع الحدث ما يقرب من 15 مليون دولار لوقف المدرسة، منها 10 ملايين دولار كانت إعلانًا مفاجئًا من قبل عائلة أرجيروس. يُعتقد أن مبلغ 15 مليون دولار الذي تم جمعه هو أكبر حدث لجمع التبرعات ليوم واحد في تاريخ مقاطعة أورانج.
تقدم مدرسة أرجيروس درجات البكالوريوس والدراسات العليا في الأعمال، بما في ذلك ماجستير إدارة الأعمال وماجستير العلوم. في عام 2018، حصل برنامج ماجستير إدارة الأعمال بدوام كامل في تشابمان على المرتبة 73 من قبل بلومبرج / بيزنس ويك.
تم تصنيف كلية أرجيروس للأعمال والاقتصاد رسميًا على المستوى الوطني كأفضل 60 طالبًا جامعيًا في بلومبرج بيزنس ويك بيزنس سكول في عام 2014. في عام 2016، ارتفعت مدرسة أرجيروس للأعمال والاقتصاد إلى المرتبة 34 في نفس تصنيفات بلومبرج.
مدرسة أرجيروس هي موطن للعديد من المراكز والمعاهد البحثية، بما في ذلك مركز أ. جاري أندرسون للبحوث الاقتصادية، ومركز جيم لاري هوغ للعقارات والتمويل، ومركز رالف دبليو ليذربي لريادة الأعمال والأخلاق، ومركز والتر شميد للأعمال الدولية، ومعهد العلوم الاقتصادية (الذي أسسه الحائز على جائزة نوبل فيرنون إل سميث وآخرون في عام 2008)،  ومعهد دراسة الدين والاقتصاد والمجتمع (أسسه الدكتور لورانس إاناكوني في سبتمبر 2009).
مركز ليذربي لريادة الأعمال وأخلاقيات العمل هو برنامج يشمل نطاقه البحث الأصلي والمنح الدراسية ونشر العديد من المجلات العلمية.

### كلية دونا فورد عطاالله للدراسات التربوية
تقدم كلية دونا فورد عطا الله للدراسات التربوية بجامعة تشابمان  درجة البكالوريوس في الدراسات التربوية المتكاملة (IES). أوراق اعتماد التدريس والإرشاد المدرسي وعلم النفس المدرسي ؛ وشهادات الدراسات العليا في التدريس، والتربية الخاصة، والإرشاد المدرسي، وعلم النفس المدرسي، والقيادة، بما في ذلك الدكتوراه. في التعليم. تعد الكلية أيضًا موطنًا للعديد من المراكز والبرامج للمشاركة المجتمعية والبحوث، بما في ذلك مركز تعليم المجتمع (بالأسبانية: Centro Comunitario de Educación)،  مشروع باولو فريري الديمقراطي (PFDP)،  ومعهد سياسة طومسون حول الإعاقة والتوحد.
أصبحت كلية التربية بجامعة تشابمان هي كلية الدراسات التربوية في أغسطس 2008. في عام 2017، تم تسمية الكلية على شرف دونا فورد عطا الله. المنزل الحالي لكلية عطا الله هو تشابمانز ريفز هول، والتي كانت واحدة من المباني الأولى التي شيدت لمدرسة أورانج يونيون الثانوية في الموقع في عام 1913، وأضيفت إلى السجل الوطني للأماكن التاريخية في عام 1975، وتم تجديدها وإعادة فتحها للجمهور في فبراير 2018.
تم اعتماد كلية عطا الله أو برامجها من قبل مجلس اعتماد إعداد المعلمين، ولجنة اعتماد المعلم، والرابطة الوطنية لعلماء النفس في المدارس، والجمعية الدولية لعلم النفس المدرسي.

### كلية دودج للفنون السينمائية والإعلامية
تم الاعتراف بالكلية كواحدة من أفضل عشر مدارس للسينما في العالم وحصلت على المرتبة الرابعة من قبل هوليوود ريبورتر بين مدارس السينما الأمريكية.

### كلية كرين للصحة والعلوم السلوكية
كانت كلية كرين للصحة والعلوم السلوكية جزءًا سابقًا من كلية شميد للعلوم والتكنولوجيا بجامعة تشابمان، وأصبحت رسميًا كليتها المستقلة في جامعة تشابمان في 1 يونيو 2014.
تشمل برامج البكالوريوس في كلية كرين للصحة والعلوم السلوكية بكالوريوس في علم وظائف الأعضاء البشرية التطبيقي، وبكالوريوس العلوم الصحية، وبكالوريوس علم النفس. تشمل برامج الدراسات العليا وما بعد البكالوريا ماجستير الزواج والعلاج الأسري (MFT)، وعلوم واضطرابات الاتصال (MS)، ومساعد طبيب (MMS)(من المقرر افتتاحه في عام 2015)، ودكتوراه في العلاج الطبيعي (PT) (معتمد منذ عام 1928، مما يجعلها واحدة من أقدم هذه البرامج في الولايات المتحدة)، وطبيب انتقالي في العلاج الطبيعي.
توجد برامج العلاج الطبيعي وعلوم الاتصال والاضطرابات ومساعد الطبيب في حرم هاري وديان رينكر للعلوم الصحية بجامعة تشابمان في إيرفين، كاليفورنيا .

### كلية ويلكنسون للفنون والعلوم الإنسانية والاجتماعية
كلية ويلكنسون للفنون والعلوم الإنسانية والاجتماعية هي أكبر كلية في جامعة تشابمان وتتألف من أقسام الفنون واللغة الإنجليزية والتاريخ ولغات وثقافات العالم ودراسات السلام والفلسفة والعلوم السياسية والدراسات الدينية وعلم الاجتماع.

### كلية ديل إي فاولر للقانون
تقع كلية الحقوق بجامعة تشابمان في قاعة كينيدي. تشمل درجات القانون المقدمة دكتوراه في القانون (JD) وماجستير في القانون (LL. M) درجات في مختلف التخصصات.

### ديل إي ومدرسة سارة آن فاولر للهندسة
منذ افتتاحها في خريف عام 2019، نمت مدرسة جامعة تشابمان لتشمل برامج البكالوريوس في علوم الكمبيوتر، وتحليلات البيانات، وهندسة البرمجيات، وبرمجة تطوير الألعاب. يتوفر أيضًا قاصر في هندسة الكمبيوتر. ستطلق الجامعة برنامجًا للحصول على درجة البكالوريوس في هندسة الكمبيوتر في خريف 2020، على أن تتبعه الهندسة الكهربائية في خريف 2021، وبرنامج درجة الماجستير في علوم الكمبيوتر في خريف 2022. مزيد من التوسع يستهدف برامج في الطب الحيوي والهندسة البيئية.

### كلية الفنون المسرحية
تأسست كلية الفنون المسرحية بجامعة تشابمان في عام 2007، وتعمل في أقسام: معهد هول موسكو للموسيقى، وقسم الرقص، وقسم المسرح. يقدم المعهد الموسيقي للموسيقى بكالوريوس في الموسيقى (BM)، ويقدم قسم الرقص بكالوريوس في الفنون الجميلة (BFA) وبكالوريوس في الآداب (BA)، ويقدم قسم المسرح بكالوريوس الآداب (BA). يقدم قسم المسرح أيضًا برنامجين بكالوريوس في الفنون الجميلة (BFA) - الأداء المسرحي وتمثيل الشاشة - يتم تدريسهما بالاشتراك مع مدرسة دودج السينمائي.

### كلية شميد للعلوم والتكنولوجيا
تأسست كلية شميد للعلوم والتكنولوجيا في جامعة تشابمان في عام 2008 عندما تم ترحيل برامج الدرجات العلمية ذات الصلة (التي كانت موجودة آنذاك في كلية ويلكينسون للعلوم الإنسانية والاجتماعية) إلى الكلية الجديدة. في عام 2014، خضعت كلية شميد لعملية إعادة تنظيم لإنشاء كلية كرين للصحة والعلوم السلوكية. في عام 2019، تم نقل برامج البكالوريوس في علوم الكمبيوتر وتحليلات البيانات وهندسة البرمجيات وبرمجة تطوير الألعاب من كلية شميد لبدء كلية فاولر للهندسة الجديدة.
بالإضافة إلى برامج البكالوريوس والدراسات العليا، تعد كلية شميد موطنًا للعديد من مراكز البحث. من بينها مركز التميز في الحساب والجبر والطوبولوجيا (CECAT)، ومركز التميز في التحليل المركب والمفرط التعقيد (CECHA) ومركز التميز في نمذجة ومراقبة أنظمة الأرض (CEESMO). ترتبط كلية شميد أيضًا بمعهد الدراسات الكمية، الذي تضم قائمته من علماء الفيزياء الحائز على جائزة نوبل لعام 2013 والفائز بميدالية الشرف الرئاسية لعام 2010.
توسعت كلية شميد للعلوم والتكنولوجيا مؤخرًا وانتقلت إلى 140.000 قدم مربع. مركز كيك للعلوم والهندسة في الحرم الجامعي الرئيسي في تشابمان في أورانج، كاليفورنيا. يحتوي مرفق البحث على 45 مختبرًا للبحث والتدريس، و 50 مكتبًا لهيئة التدريس، وسبعة مساحات تعاون للطلاب، ومدرج خارجي. جمالية المبنى مستوحاة من عمل المهندس المعماري الأمريكي فرانك لويد رايت.

### كلية الصيدلة
تقع كلية الصيدلة بجامعة تشابمان (CUSP) في حرم رينكر الجامعي في إيرفين. تشمل درجات الصيدلة دكتور الصيدلة (فارم. د)، وماجستير في العلوم الصيدلانية (MSPS)، ودكتوراه في الفلسفة (دكتوراه) في العلوم الصيدلانية. تقدم مدرسة تشابمان للصيدلة أيضًا برنامج دكتوراه في الصيدلة مدته خمس سنوات لكبار السن المؤهلين في المدارس الثانوية.

### مدرسة الاتصالات
تعد كلية الاتصالات أحدث مدرسة في الجامعة. يقع في الحرم الجامعي الرئيسي للجامعة ويقع داخل قاعة دوتي، ويقدم حاليًا ثلاثة تخصصات للطلاب للاختيار من بينها، بما في ذلك: بكالوريوس في دراسات الاتصال، وبكالوريوس في الاتصال الاستراتيجي والشركات، بالإضافة إلى ماجستير في الصحة والاتصالات الاستراتيجية. 

## جامعة براندمان
كانت جامعة براندمان جامعة منفصلة ومعتمدة بالكامل ضمن نظام جامعة تشابمان،  التي تضم أكثر من 25 حرمًا جامعيًا في جميع أنحاء كاليفورنيا وواشنطن،  وحرم جامعي عبر الإنترنت. في سبتمبر 2021، أعاد براندمان الانضمام إلى جامعة ماساتشوستس (UMass) من خلال تغيير اتفاقية التحكم وتغيير علامتها التجارية إلى جامعة ماساتشوستس العالمية.

## الترتيب والقبول
في أخبار الولايات المتحدة والتقرير العالمي ' 2020 التصنيف العالمي من أفضل الكليات في الولايات المتحدة، تم نقل الجامعة من الجامعات على مستوى الماجستير في المنطقة الغربية إلى مجموعة الجامعات الوطنية، مع لأول مرة مرتبة من تعادل في 125. كانت إعادة التصنيف بسبب رفع تشابمان إلى مرتبة R2 من قبل تصنيف كارنيجي لمؤسسات التعليم العالي تقديراً لنشاطها البحثي العالي. تستخدم أخبار الولايات المتحدة تصنيفات كارنيجي لتصنيفها للجامعات.
لأخبار الولايات المتحدة والتقرير العالمي ' 2021 التصنيف العالمي، في المرتبة جامعة تشابمان تعادل ل124 عموما بين الجامعات الوطنية، وتعادل ل39 من بين 73 جامعات وطنية تقييمها ل «أفضل الجامعية التدريس»، وتعادل ل68 من 83 ل «معظم المدارس المبتكرة»، تم تقييدها في المرتبة 86 من 142 بالنسبة «لأفضل كليات قدامى المحاربين»، وتعادل في 224 مدرسة من أصل 389 مدرسة «الأفضل أداءً في التنقل الاجتماعي». تم تصنيف كلية إدارة الأعمال في المرتبة 74، وتعادل كلية الحقوق في المرتبة 111، في الولايات المتحدة لعام 2021 
بالنسبة لفئة 2022 (خريف 2018)، تلقى تشابمان 14198 طلبًا، وقبل 7605 (53.6٪)، والتحق 1660. بالنسبة للطلاب الجدد الذين التحقوا، كان متوسط درجة SAT 640 للقراءة والكتابة و 638 للرياضيات، بينما كان متوسط درجة ACT المركبة 27.9.  كان متوسط المعدل التراكمي في المدرسة الثانوية 3.75 (غير مرجح) على مقياس 4.0 

## تعليم الهولوكوست
تأسس مركز باري وفيليس رودجرز لتعليم الهولوكوست على يد مارلين هاران، دكتوراه، في فبراير 2000. وهي ترعى مسابقة كتابة سنوية لإحياء ذكرى الهولوكوست وتستضيف سلسلة من المحاضرات المتميزة بشكل منتظم.
تقع مكتبة سالا وآرون صموئلي التذكارية للهولوكوست، بتمويل من هنري سامويلي، في الطابق الرابع من مكتبات ليزربي بالجامعة. في 11 أبريل 2005، بعد ستين عامًا من تحريره من محتشد اعتقال بوخنفالد، كرس إيلي ويزل مكتبة صامويلي التذكارية للهولوكوست،  وتمثال نصفي كبير ل ويزل يقف عند مدخل المنشأة.
تتضمن المجموعة الطبعة الأولى من يوميات آن فرانك باللغة الهولندية. 

## ألعاب القوى
يتنافس فريق تشابمان بانثرز (بالإنجليزية: Chapman Panthers) في 21 رياضة على مستوى (NCAA) شعبة III (بدون منحة دراسية)  في مؤتمر جنوب كاليفورنيا الرياضي المشترك بين الكليات (SCIAC).
يرعى تشابمان 10 رياضات بين الكليات للرجال: البيسبول وكرة السلة وعبر الضاحية وكرة القدم والجولف وكرة القدم والسباحة والغطس والتنس والمسار والميدان وكرة الماء. كما ترعى المدرسة 11 رياضة نسائية بين الكليات: كرة السلة، وعبر الضاحية، والجولف، واللاكروس، وكرة القدم، والكرة اللينة، والسباحة والغوص، والتنس، والمسار والميدان، والكرة الطائرة، وكرة الماء.
فازت جامعة تشابمان بسبعة ألقاب وطنية في الرابطة الوطنية لرياضة الجامعات. كعضو في (NCAA) شعبة II، فاز الفهود بلقب بيسبول واحد (1968) وثلاثة ألقاب تنس رجال (1985، 1987، 1988). بعد الانتقال إلى (NCAA) شعبة III، فاز فريق بانثرز ببطولة دوري الدرجة الثالثة للكرة اللينة لعام 1995 ولاحقًا في بطولة البيسبول 2003 و 2019 شعبة III.
ظهر فريق الكرة اللينة بجامعة تشابمان في بطولة العالم لكلية البنات عام 1979.
في عام 2011، فاز فريق لاكروس النسائي ببطولة (WCLL) الوطنية في ولاية أريزونا. في عام 2016، فاز فريق لاكروس للرجال ببطولة (MCLA) الوطنية.
في مواسم 2014 و 2017 و 2019، أنهى فريق كرة القدم في جامعة تشابمان بانثر موسمه دون أي هزيمة في مؤتمرهم وفاز ببطولة SCIAC.
هزم فريق البيسبول للرجال لعام 2019 كلية برمنغهام الجنوبية ليصبحوا أبطال (NCAA) شعبة III الوطنيين.
يتم بث فرق كرة القدم وكرة السلة بواسطة شبكة البث الرياضية تشابمان (بالإنجليزية: Chapman Sports Broadcast Network (CSBN)) إلى القناة 6 المحلية في أورانج وعلى موقع تشابمان الرياضي. (CSBN) هي شبكة رياضية مستقلة يديرها الطلاب وينتجها الطلاب أنشأها طلاب في كلية دودج للفنون السينمائية والإعلامية بجامعة تشابمان.

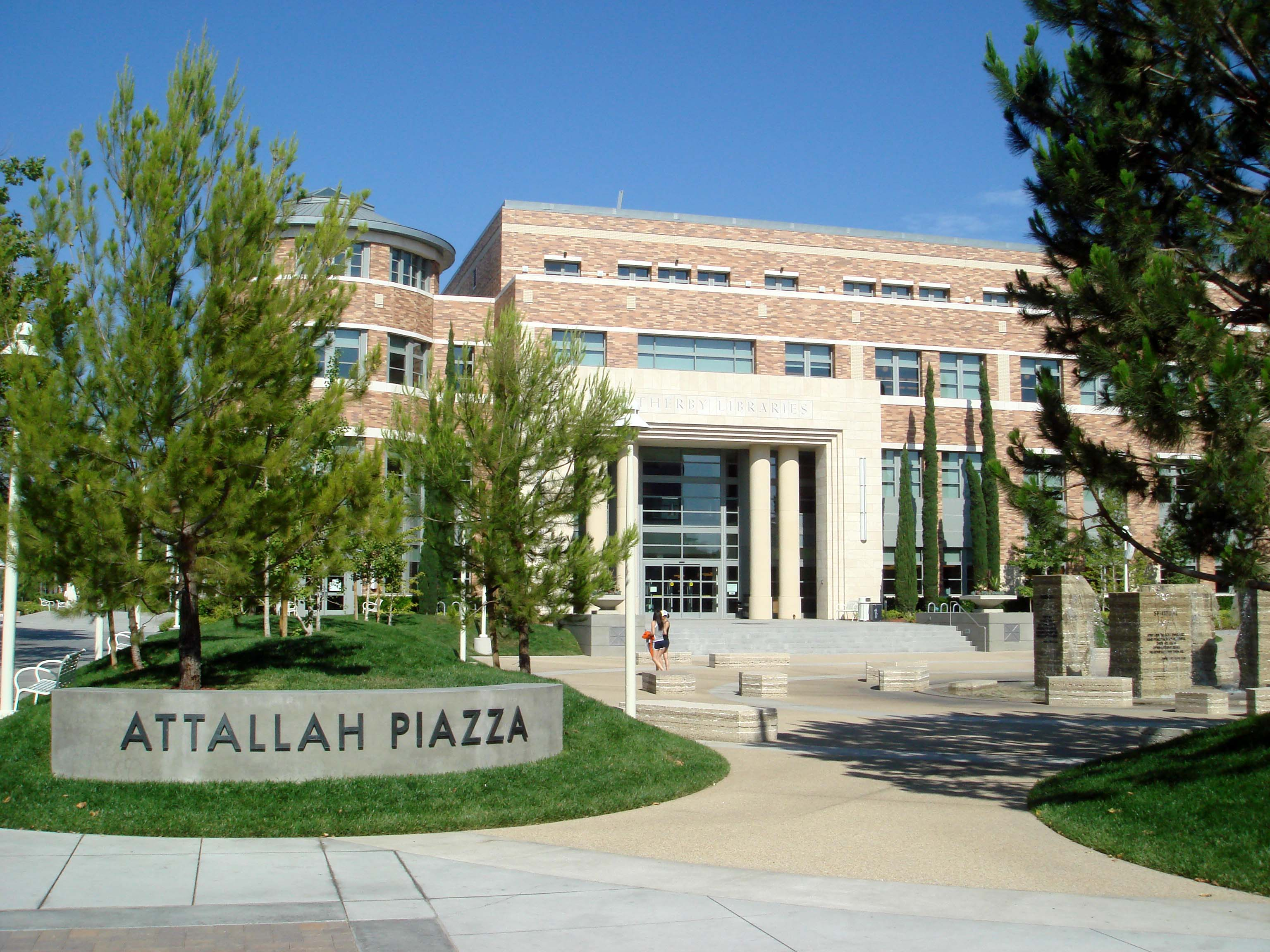
ساحة عطاالله ومكتبات ليذربي

## الجدل
خلال فصل الربيع لعام 2019، حظيت احتجاجات الطلاب على عرض مدرسة السينما لملصقين بعنوان " ولادة أمة" باهتمام وطني. كانت الملصقات جزءًا من تبرع أكبر من سيسيليا ديميل بريسلي، حفيدة المخرج الأمريكي سيسيل بي ديميل، وتم عرضها في الطابق الأول من استوديوهات ماريون نوت منذ أن تم التبرع بها للمدرسة في عام 2007. خلال العام الدراسي 2018-2019، أصبح الطلاب السود في تشابمان أكثر صراحة بشأن عدم ارتياحهم لعرض ملصقات لفيلم تم انتقاده على نطاق واسع بسبب نغماته العنصرية، والاحتفال بالتفوق الأبيض، واستخدام الوجه الأسود. غالبًا ما ينسب العلماء إلى الفيلم أيضًا بإحياء كو كلوكس كلان. على الرغم من أن الفيلم غالبًا ما يتم تدريسه في مدرسة السينما نظرًا لأهميته التاريخية لصناعة السينما (يعتبر أول فيلم ضخم على الإطلاق)،  فإن وجود ملصقات الفيلم جعل الطلاب يشعرون أن رسالة الفيلم كانت في الواقع احتفل. بعد ما يقرب من شهر من احتجاجات الطلاب وبعد عامين من بدء الطالب بتقديم عريضة عبر الإنترنت، صوتت هيئة التدريس في كلية دودج لإزالة الملصقات وإعادتها إلى المتبرع.

## مشاهير

### الأساتذة
- ياكير أهارونوف - أستاذ، أستاذ جيمس ج. فارلي في الفلسفة الطبيعية ؛ حائز على جائزة وولف والميدالية الوطنية للعلوم.
- بريان ألتيرز - أستاذ ومدير، مركز أبحاث «تطور بحوث التعليم».
- ريتشارد باوش - أستاذ في قسم اللغة الإنجليزية.
- أندرو كارول - زميل رئاسي في رسائل الحرب الأمريكية ؛ المدير المؤسس لمركز رسائل الحرب الأمريكية.
- مارثا كوليدج - أستاذة بكلية لورنس وكريستينا دودج للفنون السينمائية والإعلامية ؛ مخرج فيلم رشح لجائزة إيمي ؛ انتخبت في عام 2001 كأول امرأة تتولى منصب رئيس نقابة المخرجين الأمريكية.
- جورج سكسيري - 2017-2019 زميل رئاسي.
- غريس فونغ (DMA) - مدير دراسات لوحة المفاتيح في معهد الموسيقى ؛ الفائز بجوائز مثل مسابقة ليدز الدولية للبيانو لعام 2006.
- كارولين فورشي - زميلة رئاسية في الكتابة الإبداعية ؛ شاعر أمريكي.
- كايل هاريسون - مدرب مساعد لاكروس للرجال ولاعب لاكروس محترف.
- هيو هيويت - أستاذ، مدرسة ديل إي فاولر للقانون ؛ خدم لمدة ست سنوات في إدارة ريغان في مجموعة متنوعة من المناصب بما في ذلك مساعد المستشار في البيت الأبيض والمساعد الخاص للمدعي العام للولايات المتحدة.
- جاك هورنر - زميل رئاسي ؛ مستشار تقني لجميع أفلام حديقة جراسيك وكان أساس مايكل كريشتون لشخصية آلان جرانت.
- لورانس إاناكوني - مدير معهد دراسة الدين والاقتصاد والمجتمع؛ أستاذ الاقتصاد.
- شيريل بون إسحاق - محاضر، كلية لورانس وكريستينا دودج للفنون السينمائية والإعلامية ؛ خدم لفترة ثالثة كرئيس لأكاديمية فنون وعلوم الصور المتحركة من قبل مجلس محافظي المنظمة ؛ تم إدراجه في قاعة مشاهير (NAACP) في عام 2014.
- بيل كروير - أستاذ ومدير برنامج الفنون الرقمية ؛ واحد من أوائل رسامي الرسوم المتحركة الذين حققوا قفزة في الرسوم المتحركة بالكمبيوتر كمصمم رقصات لصور الكمبيوتر في ميزة ديزني الرائدة لعام 1982، ترون.
- تيبور ماتشان (1939-2016) - شغل منصب رئيس آر سي هويلز لأخلاقيات العمل والمشاريع الحرة، مدرسة أرغيروس للأعمال والاقتصاد.
- بيتر ماكلارين - أستاذ متميز في الدراسات النقدية، كلية عطا الله للدراسات التربوية.
- بريكسي نيسبيت - زميل رئاسي في دراسات السلام.[59]
- مايكل شيرمر - زميل رئاسي في التعليم العام، ومؤلف العديد من الكتب ومؤسس جمعية المتشكك (بالإنجليزية: The Skeptics Society).
- ريبيكا سكلوت - زميلة رئاسية في الكتابة العلمية الإبداعية.
- مارك سكوسن - أستاذ، مارك سكوسن، دكتوراه، محرر التوقعات والاستراتيجيات، هو خبير استثمار واقتصادي وأستاذ جامعي معروف على المستوى الوطني ومؤلف أكثر من 25 كتابًا. في عام 2018، حصل على التاج الثلاثي في الاقتصاد لعمله في النظرية الاقتصادية والتاريخ والتعليم، وتم تحديده كواحد من أكثر 20 اقتصاديًا حيًا تأثيرًا.
- فيرنون ل. سميث - حائز على جائزة نوبل في العلوم الاقتصادية (2002) ؛ مؤسس معهد العلوم الاقتصادية ومعهد سميث للاقتصاد السياسي والفلسفة.
- جويل ستيرن - جويل إم ستيرن هو رئيس مجلس الإدارة والرئيس التنفيذي لشركة ستيرن فاليو الإدارية، التي كانت تُعرف سابقًا باسم ستيرن ستيوارت وشركاه، ومؤسس ومطور القيمة الاقتصادية المضافة (EVA).
- بارت ويلسون - كرسي دونالد ب. كينيدي للاقتصاد والقانون في كلية أرجيروس للأعمال والاقتصاد.

### الخريجين
- بول أندرسون - عضو مجلس ولاية نيفادا [60]
- أناستازيا بارانوفا - الممثلة الروسية الأمريكية.
- غوستافو أريلانو ('01) - ناشر سابق ومحرر أو سي ويكلي ومؤلف العمود ¡اسأل مكسيكي! [61]
- جورج أرجيروس ('59) - مدير أعمال، سفير الولايات المتحدة السابق لدى إسبانيا، والمالك السابق لشركة سياتل مارينرز في دوري البيسبول الرئيسي.[62]
- إميت أشفورد (41) - أول حكم أمريكي من أصل أفريقي في دوري البيسبول الرئيسي.[63]
- ديفيد بونيور ( ماجستير الآداب '72) - عضو الكونجرس الأمريكي من ميشيغان (1977-2003)، سوط الأقلية في مجلس النواب (1995-2002)، سوط الأغلبية في مجلس النواب (1991-1995).[64]
- آمي سترلينج كاسيل - كاتبة خيال علمي (ومدربة كتابة لاحقًا في تشابمان).
- مات وروس دوفر ('07) - شاركا في إنشاء المسلسل التلفزيوني أشياء غريبة.
- بوب أينشتاين - ممثل سينمائي وتلفزيوني.[65]
- تيم فلانيري (79) - لاعب دوري البيسبول لمدة 11 موسمًا، مدرب فريق سان فرانسيسكو جاينتس.[66]
- كولين هانكس - ممثل سينمائي وتلفزيوني.
- كوبر هيفنر (15) - المسؤول الإبداعي الأول في شركات بلاي بوي. [67]
- جيلينا جنسن ('03) - ممثلة أفلام للبالغين، عارضة أزياء عارية، نموذج كاميرا ويب، شخصية إذاعية.[68]
- بن يورك جونز ('06) - كاتب السيناريو والممثل، ومؤلف مشارك للمسلسل التلفزيوني كل شيء سيء! [69]
- ليزلي جونز (89) - ممثل كوميدي، عضو فريق عمل ساترداي نايت لايف. [70]
- راندي جونز - لاعب بيسبول محترف سابق، سان دييغو بادريس، نيويورك ميتس ؛ 1976 الفائز بجائزة سي واي يونج. [71]
- هارشفاردان كابور - ممثل بوليوود.
- واين دبليو لامبرت - العميد. الجنرال. ( القوات الجوية الأمريكية ) (متقاعد. ) ( ماجستير في إدارة الأعمال 76')، تولى قيادة قوات القيادة الجوية الاستراتيجية في أوروبا ( الفرقة الجوية السابعة ) 1983-1986.
- ستيف لافين - المدرب الرئيسي السابق لفريق كرة السلة للرجال في سانت جون (2010-2015)، والمدرب الرئيسي السابق لفريق كرة السلة للرجال في جامعة كاليفورنيا. [64]
- كريس لي (ماجستير في إدارة الأعمال دفعة عام 97') - عضو الكونجرس الأمريكي (6 يناير 2009-9 فبراير 2011).[72]
- جيف ليفرينج ('03) - مذيع مسرحي من ميلووكي برورز.
- جيف لويس (93) - مضارب عقارات ومصمم داخلي وشخصية تلفزيونية على فليبنج أوت.
- كيفين كوان لوكس (ماجستير في إدارة الأعمال 17')- الرئيس التنفيذي لشركة تشامبر ميوزيك أمريكا ؛ مؤسس مشارك في موسيقى الحجرة؛ عضو في فرقة الموسيقى الكلاسيكية تريو سيليست.
- كيلان لوتز - عارضة أزياء وممثل.[73]
- جوانا روزهولم ('07) - السكرتيرة الصحفية للسيدة الأولى ميشيل أوباما.[74]
- جيم سايا - مدرب كرة السلة بالكلية.
- لوريتا سانشيز (82) - عضوة في الكونجرس، مقاطعة الكونجرس رقم 46 في كاليفورنيا.[75]
- أوتكارش شارما - ممثل هندي.
- جيم سيلفا (ماجستير) - عضو مجلس ولاية كاليفورنيا.[76]
- جاستن سيميان ('05) - صانع أفلام وممثل ومؤلف ؛ مدير فيلم " ديزيبل بيبلز". [77]
- جودي سويتين ('05) - ممثلة، نجمة المسلسل التلفزيوني فولر هاوس. [78]
- كارليس تورينس ( منتدى بواو الاسيوى 2008) - مخرج فيلم. [79]
- لورا ييغر - جنرال بالجيش الأمريكي، أول امرأة تقود فرقة مشاة بالجيش.[80]

## ملحوظات
1. ↑  Not to be confused with California Christian College in فريسنو

## روابط خارجية
- الموقع الرسمي
.